# Chovinismo del bienestar
Chovinismo del bienestar (Welfare Chauvinism, o Estado de bienestar chovinista) es una posición política de extrema derecha que defiende que los beneficios sociales deben restringirse a ciertos grupos, en particular a los nativos de un país en contraposición a los inmigrantes. Es usado como una forma de argumentación por parte de los partidos populistas de derecha que describe una conexión entre los problemas del Estado del bienestar y, en esencia, la inmigración, pero también otros grupos sociales como los beneficiarios de la asistencia social y los desempleados.

## Origen
El término "chovinismo del bienestar" se utilizó por primera vez en ciencias sociales en el artículo de 1990 "Cambios estructurales y nuevas divisiones: los partidos del progreso en Dinamarca y Noruega" de Jørgen Goul Andersen y Tor Bjørklund. Lo describieron como la noción de que "los servicios de bienestar deben limitarse a los nuestros".

## Populismo de derecha y el chovinismo del bienestar
Según el chovinismo del bienestar, en la sociedad los únicos que deberían tener redes de seguridad por parte del estado del bienestar deberían ser los nativos y de acuerdo a los populistas de derecha las afiliaciones con la sociedad se basan en aspectos nacionales, culturales y étnicos o raciales, por eso consideran normalmente a los inmigrantes, que utilizarían injustamente el estado del bienestar, como un drenaje de los escasos recursos de la sociedad. Creen que estos recursos deben ser utilizados para la población nativa.

## Partidos políticos a favor del chovinismo del bienestar
- – Alternativa para Alemania[4]
- – Partido de la Libertad de Austria[2]
- – Unión Nacional Ataque
- – Partido Popular Danés
- – Partido de los Finlandeses
- – Agrupación Nacional
- – Liga
- – Partido por la Libertad
- – Demócratas de Suecia
- – Vox
- – Partido de la Gente